# Nikodem Rozbicki
Nikodem Rozbicki (ur. 4 czerwca 1992 w Warszawie) – polski aktor filmowy, muzyk i DJ.

## Życiorys
Jest synem Beaty i Piotra Rozbickich. Ma młodszego brata, Tymoteusza, a także starszego brata, Bartosza. W dzieciństwie uczył się gry na gitarze, później nauczył się także gry na gitarze basowej i elektrycznej oraz na perkusji.
Ukończył studia w Instytucie Polityki Społecznej Uniwersytetu Warszawskiego. W 2017 rozpoczął studia na Wydziale Aktorskim warszawskiej Akademii Teatralnej.
Debiutował w nagrodzonym na festiwalu Berlinale „Kryształowym Niedźwiedziem” filmie Katarzyny Rosłaniec Bejbi blues, w którym zagrał główną rolę męską u boku Magdaleny Berus i Magdaleny Boczarskiej. Wystąpił w drugiej i trzeciej części filmowego hitu wyprodukowanego przez TVN Listy do M.. Współpracował m.in. z Maciejem Dejczerem, Marcinem Koszałką czy Łukaszem Palkowskim. W 2018 zagrał główną rolę męską w filmie krótkometrażowym Sióstr Bui, Świtezianka, adaptacji ballady Adama Mickiewicza. W filmie wojennym Denisia Delicia Dywizjon 303. Historia prawdziwa wcielił się w historyczną postać Stefana Karubina, sierżanta pilota „Dywizjonu 303”, a w 2019 zagrał Marcina Zawadę w filmie Miszmasz, czyli kogel-mogel 3 oraz jego kontynuacji Koniec świata, czyli kogel-mogel 4. Wcielił się również w główną rolę w filmie udostępnionym na platformie VOD Netflix pt. Wszyscy moi przyjaciele nie żyją.
W 2014 zadebiutował na małym ekranie, grając w serialach Ojciec Mateusz i Prawo Agaty. W 2015 zagrał Bartka, jednego z głównych bohaterów serialu Powiedz tak!. Szerokiej publiczności znany jest też z seriali Singielka i Nie rób scen. W 2016 uczestniczył w piątej edycji programu rozrywkowego Polsatu Dancing with the Stars. Taniec z gwiazdami; w parze z Agnieszką Kaczorowską odpadł w siódmym odcinku, zajmując szóste miejsce. Również w 2016 wystąpił w teledysku do piosenki Sovinsky’ego i Ofelii „Nim spłoniemy”.

## Filmografia

### Filmy
| Rok  | Tytuł                              | Rola                         |
| ---- | ---------------------------------- | ---------------------------- |
| 2012 | Bejbi blues                        | Kuba                         |
| 2014 | Obietnica                          | Grzegorz Benisz              |
| 2015 | Listy do M. 2                      | Sebastian                    |
| 2015 | Czerwony pająk                     | Bednarz, kolega Karola       |
| 2016 | Kochaj!                            | Wojtek                       |
| 2017 | Listy do M. 3                      | Sebastian, partner Majki     |
| 2018 | Dywizjon 303. Historia prawdziwa   | Stefan Karubin               |
| 2018 | Jak pies z kotem                   | student                      |
| 2019 | Miszmasz, czyli kogel-mogel 3      | Marcin Zawada, syn Katarzyny |
| 2019 | Jak poślubić milionera             | młody milioner               |
| 2020 | Wyzwanie                           | Igor Madej                   |
| 2020 | Wszyscy moi przyjaciele nie żyją   | Paweł                        |
| 2022 | Koniec świata, czyli kogel-mogel 4 | Marcin Zawada, syn Katarzyny |
| 2024 | Baby boom, czyli kogel-mogel 5     | Marcin Zawada, syn Katarzyny |
| 2024 | Niepewność. Zakochany Mickiewicz   | Adam Mickiewicz              |
| 2024 | Cisza nocna                        | aktor w teatrze              |

### Seriale
| Rok       | Tytuł           | Rola                       | Uwagi       |
| --------- | --------------- | -------------------------- | ----------- |
| 2014      | Prawo Agaty     | Filip Bandurski            | odc. 79     |
| 2014      | Ojciec Mateusz  | Rafał Mirecki              | odc. 147    |
| 2015      | Rodzinka.pl     | Zbyszek, kolega Tomka      | odc. 159    |
| 2015      | Nie rób scen    | Kamil Frommer              | odc. 9      |
| 2015      | Powiedz tak!    | Bartek, gitarzysta         |             |
| 2015–2016 | Singielka       | Igor Górski, brat Tomasza  |             |
| 2016      | Strażacy        | Norbert                    | odc. 17     |
| 2016      | Komisarz Alex   | Kamil Fabiński „Nietzsche” | odc. 95     |
| 2017      | Ojciec Mateusz  | Filip Strachota            | odc. 238    |
| 2018      | W rytmie serca  | Mikołaj, chłopak Janki     | odc. 31     |
| 2020–2021 | Chyłka          | Fahad Al-Jassam            |             |
| 2022–2023 | Rodzina na Maxa | Max Milewski               |             |
| 2023      | Sexify 2        | raper „Młody Małolat”      |             |
| 2023      | Odwilż          | Marek Lański               |             |
| od 2023   | Bracia          | Adam Dobrowolski           |             |
| 2024      | Niepewność      | Adam Mickiewicz            | główna rola |